# TUBE LIVE AROUND SPECIAL 2008 Paradiso〜夏のハラペーニョ〜
『TUBE LIVE AROUND SPECIAL 2008 Paradiso〜夏のハラペーニョ〜』（チューブ・ライブ・アラウンドスペシャル2008 なつのハラペーニョ）は、TUBEのDVD BOX。2008年12月24日発売。

## 概要
- TUBEの2008年横浜スタジアムライブを収録。
- アントキの猪木、原口あきまさなどがスペシャルゲストとして出演した。
- 2枚組仕様25曲となっている

## 収録曲

### Disc 1
1. Opening~シーズン・イン・ザ・サン
2. -花火-
3. Horizon
4. 夏の魔法
5. Darling Darling
6. だって夏じゃない
7. YOU BEST Medley　青いメロディー～丘に立つライオン～抱きしめてAgain
8. 蛍
9. オラシオン ~君に恋した夏~
10. サザンクロス
11. Anniversary ~旅立ちの唄~
12. El cielo del ocaso (Instrumental)
13. Paradiso ~愛の迷宮~
14. 情熱
15. 妄想MAN DEBUT
16. Glory Days
17. SKY HIGH
18. あー夏休み

### Disc 2
1. Te quiero
2. Alegria
3. Encore Medley  夏が咲く～裸天女～恋してムーチョ～海の家
4. 月と太陽
5. Hot Night
6. シーズン・イン・ザ・サン
7. 春夏秋冬
8. Ending